# Irena Komnena Dukaina
Irena Komnena Dukaina (Grecki Ειρήνη Κομνηνή Δούκαινα, Bułgarski Ирина Комнина, XIII w.) – caryca Bułgarii.

## Życiorys
Była córką Teodora Angleosa Komnena Dukasa i Marii Petralifainy. W 1230 wraz z rodziną w wyniku bitwy pod Kłokotnicą dostała się do niewoli bułgarskiej. W 1237 nastąpił jej ślub z Iwanem Asenem II. Mieli troje dzieci:
- Anna Teodora, która poślubiła sewastokratora Piotra
- Maria, która poślubiła Mico Asena, cara Bułgarii 1256-1257.
- Michał I Asen, car Bułgarii 1246-1256.

Po 1256 opuściła Bułgarię.